# Mixel Thikoipe
Mixel Thikoipe (Amendeuix-Oneix, Basse-Navarre, 18 octobre 1948 - Saint-Palais, 18 juillet 2017,) est un auteur et musicien basque.

## Biographie
Né à Amendeuix en Amikuze, il a vécu à Domezain, en Soule.
Salarié de la coopérative Lur Berri, syndicaliste, basquisant, animateur et chanteur, il a fait partie des groupes Xorrotxak et Pil Pil.

## Publications
- Hotz bero (Maiatz, 2007)
- Gorrail Azeria (Maiatz, 2008). Traduction du Roman de Renart
- Jin bezala (Maiatz)